# 意味論 (論理学)
意味論（いみろん）とは論理学の分野である。

## 数理論理学における意味論
言語学における統語論は、数理論理学では証明論に対応する。同様にして言語学における意味論に対応するのが数理論理学における意味論である。証明論では対象を単なる記号として扱い、その記号の操作のみによるものとして証明をおこなう。たとえば「点A」というものがあっても、それが図形的な点である必然性などといったことは扱わず、与えられる公理に現れる単なる記号として扱われる。それに対し、もっぱらモデル理論と呼ばれる分野であるが、たとえば幾何学にあっては実際の図形といったような具体を扱うのが意味論である。

### 言語学における意味論との関係
これに対して言語学においては、言葉とは何かが曖昧であり、文法についての意見の一致もなく、「意味とは何か」ももちろん定まらず、従って当然、数理論理学におけるような厳密な意味論も行ない得ない。自然言語の意味論をどのように行なうかは、極めて困難な問題である。言葉の意味というものは「意味とは何か」を学術的に定義するまでもなく我々が直感するものであり、また例えば機械翻訳などの分野では「意味とは何か」の問題を回避して工学的成功を得ることも可能なので、そもそも自然言語の意味論というものに存在意義があるのかということも問題になる。
自然言語の意味論におけるそういう困難を解決する一つの方法は、言葉の表層ではなく、言葉に対応する脳神経系内の存在物を抽象化して形式言語と捉え、数理論理学的に研究することである。
それは、もはや言語学というよりは数理心理学的の研究態度である。例えばモンタギュー意味論は、そういう問題意識によるものと解釈できる。

## 下位分野
- 形式意味論